# Puig-antic
Puig-antic és una masia del terme municipal de Moià, a la comarca catalana del Moianès. Pertany a la parròquia de Santa Coloma Sasserra. Està situada a l'extrem oriental del terme, molt a prop del límit amb el terme de Collsuspina, al nord-est de la masia dels Plans del Toll. És a la dreta del torrent de l'Espina.